# Funeraliile lui Patrocle
Funeraliile lui Patrocle este o pictură în ulei pe pânză din 1778 realizată de pictorul francez Jacques-Louis David, care înfățișează o scenă mitologică inspirată de Iliada lui Homer. 

## Context
În a doua jumătate a secolului al XVIII-lea, anticul era la modă, considerat drept cea mai frumoasă formă a noului clasicism de către arheologul german Winckelmann care, înainte de instalarea sa la Roma, a publicat în 1755 lucrarea Reflecții asupra imitării operelor grecești, care reprezentau, după părerea lui, „frumosul ideal”.
De la sosirea sa la Roma, David s-a ocupat cu frenezie de studierea antichităților, copiind statui, sarcofage și reliefuri. El s-a străduit să se situeze cât mai aproape de „scopul artei” definit de Winckelmann cu schița sa monumentală Luptele lui Diomede (1776). Funeraliile lui Patrocle au constituit împlinirea acestei năzuințe.

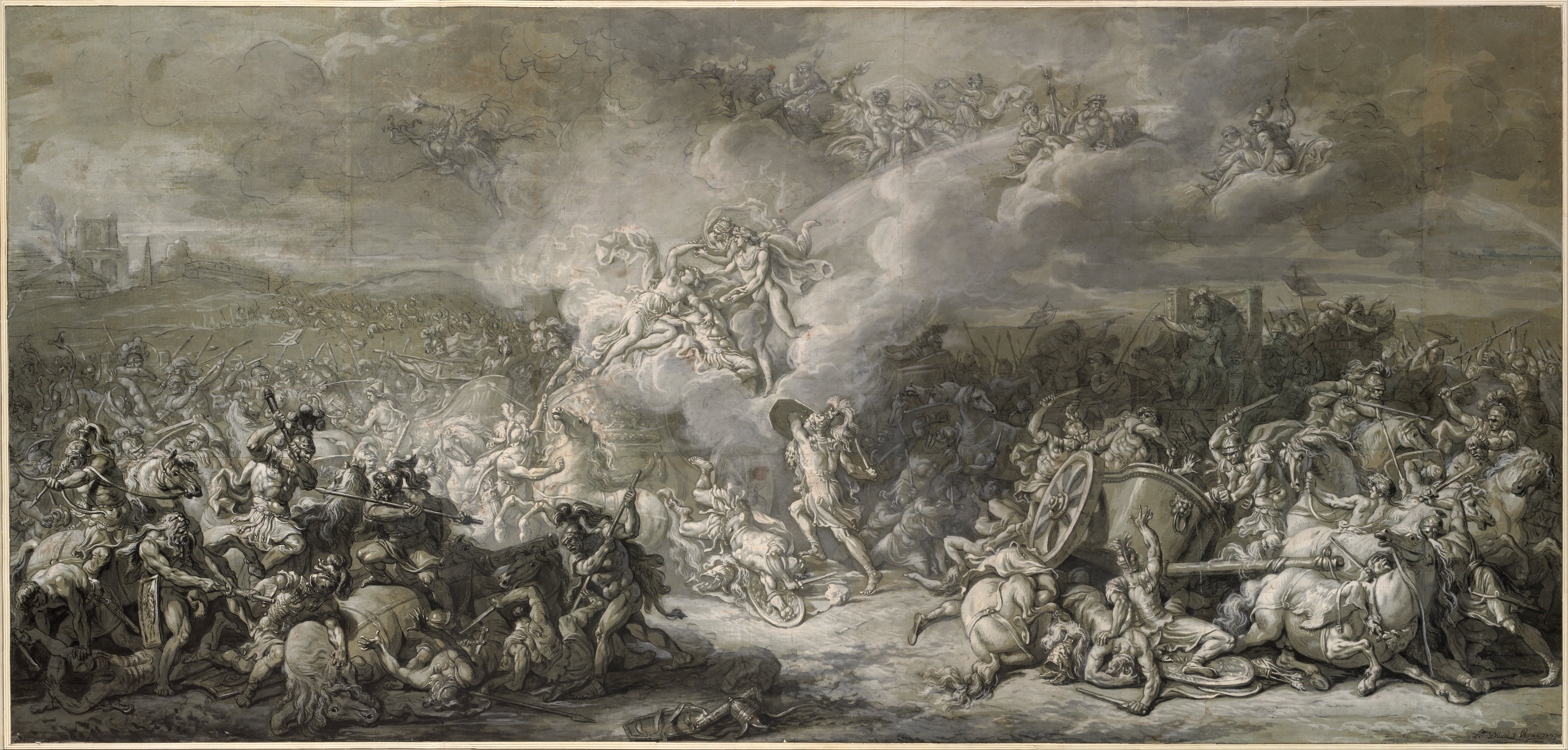
Luptele lui Diomede (1776), Muzeul Albertina din Viena

Între timp, disciplina presupusă „de fier” a Academiei Franceze din Roma, cu exercițiile ei obligatorii, s-a relaxat pe parcursul ultimilor ani. Joseph-Marie Vien, numit director, a reluat-o în mână cu o vigoare care i-a atras revolta pensionarilor începând din 1779, an în care David și-a prezentat tabloul la Paris. În același an, tânărul pictor a dat semne de „melancolie” și Vien l-a trimis la Napoli.

## Descriere
Tabloul este o pictură de mari dimensiuni (0,94 x 2,18 m) care reprezintă funeraliile lui Patrocle în timpul Războiului Troian. A fost expus pentru prima dată la Palazzo Mancini⁠(d) din Roma în septembrie 1778, unde s-a bucurat de succesul criticii, care i-a admirat abundența și simțul dramatic. Această epopee, pe care David și-a dorit-o ambițioasă „în gustul lui Lebrun”, păstrează un anumit element baroc cu urme de stil francez.
Personajele sunt nenumărate, împărțite în diverse scene răspândite pe întregul tablou. Scena cea mai netă este în centru, cu trupul lui Patrocle și Ahile aflându-se la poalele rugului. Mai jos, Hector atârnă gol din carul lui Ahile, despuiat de armura luată ca trofeu de la Patrocle, pe care l-a ucis. În stânga, tineri prizonieri troieni sunt aduși jertfă pe altar. În fundal, conducătorii aheilor sunt aliniați în carele lor. Scena corespunde descrierii amănunțite din Cântul XXIII al Iliadei lui Homer.
În catalogul operelor lui Jacques-Louis David realizat de nepotul său, Jules David, lucrarea apare înregistrată sub nr. 4, ca „schiță-tablou” cu titlul „Les Funérailles de Patrocle”. În catalogul lui Wildenstein, figurează sub nr. 29.

## Lucrări pregătitoare

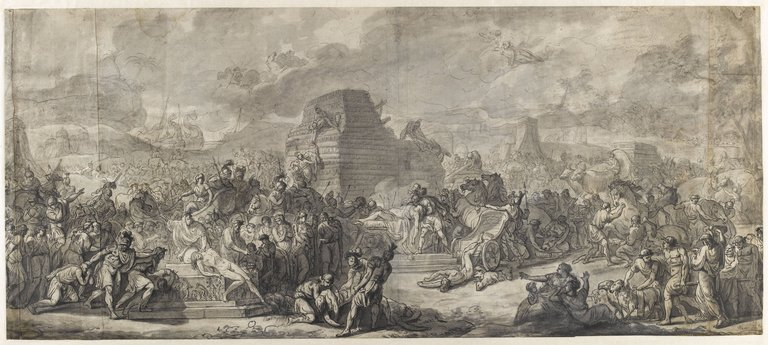
Desenul pregătitor din 1774, Muzeul Luvru

Un desen pregătitor de 33 x 75,5 cm a fost realizat de către pictor în 1774. El se întinde pe patru coli de hârtie juxtapuse și este semnat cu pana în cerneală brună în dreapta jos: „David f R”. Se păstrează astăzi în colecția Cabinetului de desene a Muzeului Luvru din Paris. Un alt desen, mai puțin precis, se păstrează la Muzeul din Honfleur.

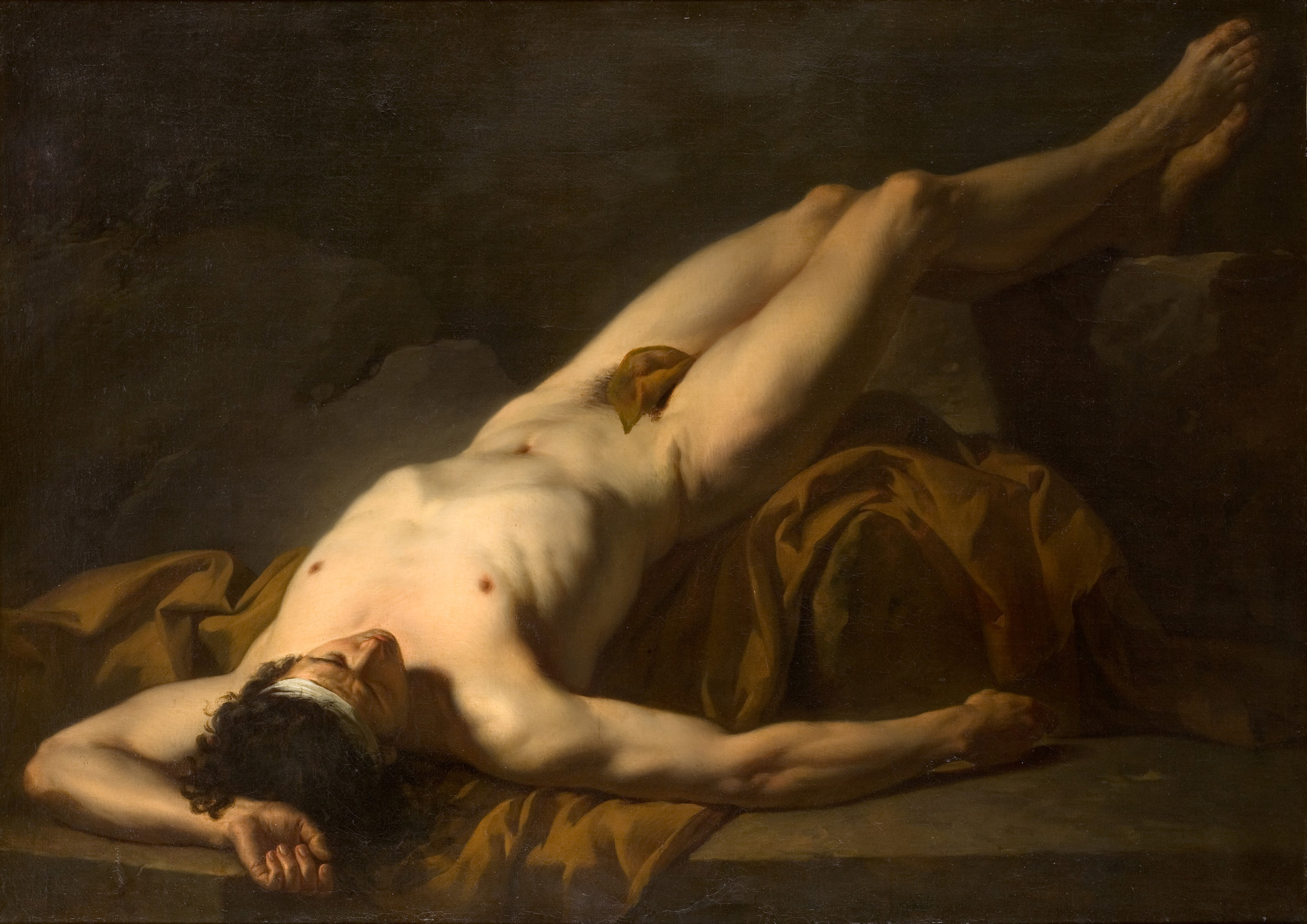
(Corpul lui) Hector (1778), Muzeul Fabre

La același episod din Iliada se referă și un alt studiu al lui David: „academia” (nud masculin) din 1778 cunoscută sub numele de (Corpul lui) Hector. Executat în ulei pe pânză în timpul sejurului său la Roma, acest studiu a fost trimis la Paris și examinat de către juriul Academiei Regale la 5 aprilie 1779, după care nu a mai părăsit niciodată atelierul pictorului, fiind folosit ca model pentru elevii săi. În prezent, lucrarea este păstrată la Muzeul Fabre din Montpellier.

## Receptare
La 10 aprilie 1779, judecata academicienilor din Paris în fața tabloului Funeraliilor lui Patrocle trimis de la Roma de David a fost entuziastă, dar nuanțată. Ei au estimat că pictorul „anunță un geniu abundent”, dar consideră că „ar fi nevoie să fie moderat și restrâns oarecum, pentru a-i da un plus de energie”.
Câțiva ani mai târziu, după admiterea sa la Academie și instalarea la Luvru, tânărul pictor a primit vizita viitorului său socru, domnul Pécoul, antreprenor al clădirilor regale, care l-a mustrat pentru neglijența cu care își îngrijea tablourile. Masa era întinsă pe două capre de lemn, iar ca față de masă era așternută pânza Funeraliilor lui Patrocle!
Lucrarea s-a pierdut încă din timpul vieții pictorului și soarta ei a fost ignorată până în 1972, când a fost achiziționată de Galeria Națională a Irlandei, locul unde se află în acest moment.